# Museo de Historia de Manacor
El Museo de Historia de Manacor es un centro museístico español situado en el edificio denominado la Torre dels Enagistes, dedicado a la historia de Manacor y de la comarca de Levante, en Mallorca.

## Historia
El sacerdote Padre Joan Aguiló y Piña descubrió la basílica paleocristiana de Son Peretó en 1908 y cedió sus hallazgos y los terrenos donde se ubicaba la basílica en el Ayuntamiento de Manacor. De este modo la colección pasó a estar ubicada en sa Torre de ses Puntas (1926). Durante la Segunda República se optó para trasladar el museo al convento de los dominicos de Manacor. Acabada la Guerra Civil Española los mosaicos y otros objetos son guardados a unas dependencias parroquiales hasta el año 1951, al inaugurarse el Museo Arqueológico Municipal de Manacor. El 1985 el Ayuntamiento adquirió la Torre dels Enagistes, donde, después de importantes tareas de rehabilitación, instaló el Museo de Historia de Manacor.

## La Torre dels Enagistes
Este edificio está vinculado a Pelai Uniç, a quien el conde Nuño Sánchez le cedió ciertas propiedades en el término de Manacor en el siglo XIII, justo después de la conquista. La torre es una construcción de época gótica de dos plantas con saeteras y almenas. Tiene ventanas ajimezadas o coronellas con festejadores (cortejadores). En los siglos XV-XVI se  añadió otro cuerpo que presenta una ventana conopial en el piso superior

## Colecciones
El museo no se limita a las piezas cerámicas procedentes de las excavaciones de yacimientos prehistóricos, sino que entra a campos considerados menores o de menos entidad. Este es el caso de una colección de maquinaria agrícola y de herramientas del campo, de una colección de cajoneras y otra colección de 1234 clichés de una imprenta de principios del siglo XX y, entre otros, de una importante colección numismática.

## Exposiciones permanentes
Entre las salas habilitadas de manera permanente hay que señalar la de Prehistoria, constituida en buena medida con las piezas procedentes del yacimiento del Hospitalet; el espacio dedicado a la época romana; el de la antigüedad tardía, en el cual  destacan los mosaicos y las piezas procedentes de la basílica de Son Peretó; la época medieval islámica y la sala dedicada a los muebles en miniatura. La sección etnográfica está ubicada al Molino de en Fraret.